# Мёвальд, Кевин
Кевин Мёвальд (нем. Kevin Möhwald; 3 июля 1993, Эрфурт) — немецкий футболист, полузащитник бельгийского клуба «Эйпен».

## Клубная карьера
Кевин Мёвальд родился в городе Эрфурт и является воспитанником местного клуба «Рот-Вайсс», где он прошел все молодежные команды. В последнем туре перед зимним перерывом в сезоне 2011/12 Мёвальд впервые вышел в основе команды в турнире Третьей лиги. Уже со следующего сезона футболист занял неизменное место в составе команды.
Перед началом сезона 2015/16 Кевин перешел в клуб Второй Бундеслиги «Нюрнберг» и уже в первом туре дебютировал в составе новой команды. Сезон 2017/18 «Нюрнберг» закончил на втором месте и получил право на повышение в Бундеслигу. Но сам Мёвальд новый сезон начал уже в другом клубе. На правах свободного агента он присоединился к клубу «Вердер», с которым подписал трехлетний контракт.
По результатам сезона 2020/21 «Вердер» вылетел во Вторую Бундеслигу, сам Мёвальд остался в элитном дивизионе, в последний день летнего трансферного окна подписав контракт с берлинским «Унионом».

## Карьера в сборной
В октябре 2013 года Кевин проходил сборы в составе юношеской сборной Германии (U-20).